# Chung Wai Yan
Chung Wai Yan (chinesisch 鍾慧欣 / 钟慧欣, Pinyin Zhōng Huìxīn; * 10. November 1998 in Hongkong) ist eine Hochspringerin aus Hongkong.

## Sportliche Laufbahn
Erste internationale Erfahrungen sammelte Chung Wai Yan im Jahr 2023, als sie bei den Hallenasienmeisterschaften in Astana mit übersprungenen 1,80 m den vierten Platz im Hochsprung belegte. Im Juli brachte sie bei den Freiluftmeisterschaften in Bangkok keinen gültigen Versuch zustande und anschließend verpasste sie bei den World University Games in Chengdu mit 1,70 m den Finaleinzug. Im Oktober belegte sie bei den Asienspielen in Hongkong mit 1,80 m den fünften Platz. Im Jahr darauf gelangte sie bei den Hallenasienmeisterschaften in Teheran mit 1,75 m auf den fünften Platz und 2025 wurde sie bei den Asienmeisterschaften in Gumi mit 1,80 m Neunte.
In den Jahren 2022, 2024 und 2025 wurde Chung Hongkonger Meisterin im Hochsprung.